# Donna (Texas)
Donna és una població dels Estats Units a l'estat de Texas. Segons el cens del 2000 tenia 14.768 habitants.

## Demografia
Segons el cens del 2000, Donna tenia 14.768 habitants, 4.167 habitatges, i 3.525 famílies. La densitat de població era de 1.131,3 habitants/km².
Dels 4.167 habitatges en un 43,1% hi vivien nens de menys de 18 anys, en un 60% hi vivien parelles casades, en un 20% dones solteres, i en un 15,4% no eren unitats familiars. En el 13,6% dels habitatges hi vivien persones soles el 8,8% de les quals corresponia a persones de 65 anys o més que vivien soles. El nombre mitjà de persones vivint en cada habitatge era de 3,54 i el nombre mitjà de persones que vivien en cada família era de 3,91.
Per edats la població es repartia de la següent manera: un 34,1% tenia menys de 18 anys, un 10,7% entre 18 i 24, un 23,9% entre 25 i 44, un 17,1% de 45 a 60 i un 14,2% 65 anys o més.
L'edat mediana era de 29 anys. Per cada 100 dones de 18 o més anys hi havia 86,2 homes.
La renda mediana per habitatge era de 22.800 $ i la renda mediana per família de 23.892 $. Els homes tenien una renda mediana de 19.815 $ mentre que les dones 17.009 $. La renda per capita de la població era de 10.000 $. Aproximadament el 32,6% de les famílies i el 37,8% de la població estaven per davall del llindar de pobresa.

## Poblacions més properes
El següent diagrama mostra les poblacions més properes.